# Марш, Оливер Т.
Оливер Т. Марш (англ. Oliver T. Marsh, 30 января 1892, Канзас-Сити, Миссури — 5 мая 1941, Голливуд, Калифорния) — американский кинооператор.

## Биография
Свою карьеру начал в 1918 году, приняв в дальнейшем участие в работе более чем над 130 фильмами, среди которых «Сэди Томпсон» (1928), «Дождь» (1932), «Весёлая вдова» (1934), «Дэвид Копперфилд» (1935), «Повесть о двух городах» (1935), «Великий Зигфелд» (1936), «Сан-Франциско» (1936) и «Другой тонкий человек» (1939). В 1939 году он и Аллен Дэйви получили специальгые премии «Оскар» за цветные киносъемки в фильме студии «MGM» «Возлюбленные». В 1941 году они также были номинированы на премию Киноакадемии за лучшую операторскую работу (цветной фильм) в картине «Горькая сладость».
Оливер Т. Марш умер 5 мая 1941 года в возрасте 49 лет в Голливуде, Калифорния. Похоронен на мемориальном кладбище Форест-Лаун в Глендейле. Он приходился братом актрисам Маргерит Марш (1888—1925) и Мэй Марш (1894—1968), а также отцом джазовому саксофонисту Уорну Маршу (1927—1987).

## Награды
- Специальная премия «Оскар» — за цветные киносъемки в фильме студии «MGM» «Возлюбленные»